# Hannah Collins
Hannah Collins, née en 1956 à Londres, est une photographe et réalisatrice britannique. Elle vit et travaille à Barcelone et à Londres.

## Biographie
Après des études à la Slade School of Fine Art de Londres de 1974 à 1978, Hannah Collins bénéficie de la bourse Fulbright et poursuit ses études aux États-Unis en 1979. Surtout connue pour ses installations photographiques monumentales elle réalise aussi des films et des vidéos.
Elle est sélectionnée pour le prix Turner, organisé par la Tate Britain à Londres, en 1993.
Hannah Collins a enseigné à l'Université de Californie à Davis et au Royal College of Art de Londres. Elle a également été professeure invitée au Fresnoy à Roubaix en 2007-08.
Ses pièces figurent dans de nombreuses collections, notamment celles de la Tate Modern, du Centre national des arts plastiques, du Centre Georges Pompidou, du LaM, du Musée d'art contemporain de Barcelone, du Musée Reina Sofía de Madrid et du Dallas Museum of Art.

## Photographies dans les musées
- Arrows 1, 1989, Musée national des beaux-arts du Québec[1]
- In the Course of Time VII, Huta Chemical Works Silesia, 1996, Musée d'art moderne grand-duc Jean[2]
- In the Course of Time II, 1994, Tate Modern[3]
- In the course of time, 1994, musée des beaux-arts de Nantes[4]
- True Stories 5, 2000, Dallas Museum of Art[5]

## Multiples
- Hair Shawl, 139 x 99 cm, 1997. Edition limitée de 8 exemplaires et 4 preuves d'artiste. Produit et publié par Les Maîtres de Forme Contremporains (mfc-michèle didier).